# 圆顶非拟溪蟹
圆顶非拟溪蟹（学名：Aparapotamon tholosum）为溪蟹科非拟溪蟹属的动物。在中国大陆，分布于云南等地，多见于海拔1500米左右的山区溪流石块下，溪流底质多为红壤。